# Fabien Grellier
Fabien Grellier (* 31. Oktober 1994 in Aizenay) ist ein französischer Radrennfahrer.
Zur Saison 2016 schloss sich Grellier dem Professional Continental Team Direct Énergie an. Bei der Roue Tourangelle 2017 erzielte er als Zweiter einer dreiköpfigen Ausreißergruppe sein erstes bedeutendes Ergebnis im internationalen Straßenradsport.
Mit der Tour de France 2018 bestritt Grellier seine erste Grand Tour und fiel durch Ausreißversuche auf der sechsten und achten Etappe auf. Nach der achten Etappe wurde er mit der Roten Rückennummer ausgezeichnet. Auf der ersten Etappe der Tour de France 2020 eroberte er aufgrund seiner Teilnahme an einer dreiköpfigen Spitzengruppe und der wegen Punktgleichheit herangezogenen besten Etappenplatzierung das Gepunktete Trikot des Führenden in der Bergwertung.

## Grand-Tour-Platzierungen
| Grand Tour            | 2018 | 2019 | 2020 | 2021 | 2022 | 2023 | 2024 |
| --------------------- | ---- | ---- | ---- | ---- | ---- | ---- | ---- |
| Giro d’ItaliaGiro     | –    | –    | –    | –    | –    | –    | –    |
| Tour de FranceTour    | 120  | 121  | 117  | –    | –    | –    | 90   |
| Vuelta a EspañaVuelta | –    | –    | –    | –    | –    | –    |      |